# Хэлянь Чан
Хэлянь Чан (кит. трад. 赫連昌, пиньинь Hèlián Chāng, ?—434) — вождь хунну, император государства Ся.

## Биография
Сын вождя Хэлянь Бобо, сведений о матери и годе рождения история не сохранила. Впервые упоминается в источниках в 414 году, когда Хэлянь Бобо, уже провозгласивший себя «небесным князем государства Великое Ся» (大夏天王), сделал своего сына Хэлянь Гуя наследником престола, а прочим сыновьям раздал титулы; Хэлянь Чан получил титул «Тайюаньского гуна» (太原公). Когда в 416 году Хэлянь Бобо захватил уезд Иньми, то назначил Хэлянь Чана губернатором провинции Юнчжоу (занимала северную и центральную части современной провинции Шэньси), которая в основном находилась ещё в руках государства Поздняя Цинь, чтобы он защищал Иньми от войск Поздней Цинь.
В 417 году цзиньский полководец Лю Юй захватил столицу Поздней Цинь город Чанъань, полностью уничтожив это государство. Так как потом он ушёл с основной армией, оставив Чанъань на своего 10-летнего сына Лю Ичжэня и нескольких генералов, то Хэлянь Бобо решил попытаться забрать Чанъань себе. Во главе войска были поставлены Хэлянь Гуй, Хэлянь Чан и Ван Майдэ. В 418 году, когда цзиньские войска вышли из Чанъаня, войска Ся разгромили их в открытом поле; Лю Ичжэнь был убит. Жители Чанъаня, пострадавшие от цзиньских грабежей, сами выгнали возглавившего остатки цзиньских войск генерала Чжу Линши, который вместе с братом Чжу Цаоши укрылся в Цаогунском укреплении. Хэлянь Чан осадил Цаогунское укрепление, захватил его и казнил братьев Чжу. Хэлянь Бобо, прибыв в Чанъань, провозгласил себя императором.
В 424 году по неизвестной причине Хэлянь Бобо лишил Хэлянь Гуя титула наследника престола, и сделал наследником другого сына — Хэлянь Луна. Узнав об этом Хэлянь Гуй поднял мятеж, и убил Хэлянь Луна. Мятеж был подавлен Хэлянь Чаном, которого Хэлянь Бобо и сделал новым наследником престола. Летом 425 года Хэлянь Бобо скончался, и Хэлянь Чан унаследовал трон.
В 426 году Цифу Чипань, правивший государством Западная Цинь, предпринял крупное наступление на государство Северная Лян. Правивший Северной Лян Цзюйцюй Мэнсюнь отправил послов в хуннское государство Ся с предложением совместных действий, и под ударами с двух сторон Западная Цинь потерпела серьёзное поражение.
Однако зимой 426 года по Ся нанесло с другой стороны удар государство Северная Вэй. Северовэйские войска перешли по льду замёрзшую Хуанхэ, и неожиданно напали на сяскую столицу Тунвань, где люди готовились отмечать день зимнего солнцестояния. Хотя столицу удалось отстоять, в других местах ситуация сложилась гораздо хуже, и вся южная половина государства Ся попала в руки Северной Вэй.
Весной 427 года Хэлянь Чан отправил своего брата Хэлянь Дина попытаться отбить Чанъань. Узнав, что Хэлянь Дин оказался связан боями на юге, император Северной Вэй решил вновь попытаться захватить Тунвань. Хэлянь Чан сначала хотел отозвать брата, но тот посоветовал ему обороняться в укреплённом городе, сковав силы Северной Вэй, и дождаться, пока он, взяв Чанъань, не вернётся и не ударит по нападающим с другой стороны. Совет был принят, и поначалу всё шло хорошо, но затем, неправильно оценив обстановку, Хэлянь Чан решил выйти из города и дать войскам Северной Вэй сражение в поле. Когда его собственная армия оказалась разбита, Хэлянь Чан ударился в панику, и вместо того, чтобы вернуться в город, бежал в Шангуй; столица оказалась в руках Северной Вэй. Узнав о случившемся, Хэлянь Дин прекратил свою кампанию и присоединился к брату в Шангуе.
Весной 428 года войска Северной Вэй осадили Шангуй. Бежавший в Пинлян Хэлянь Чан стал устраивать набеги на осаждавших, но во время одного из таких набегов попал в плен; бежавший в Пинлян Хэлянь Дин провозгласил себя новым императором.
Хэлянь Чан был доставлен в Пинчэн — столицу Северной Вэй. Он был поселён в отдельном дворце, получил титул «Куайцзиского гуна» (會稽公), государственное содержание и женился на сестре императора. В 430 году он был повышен в титуле до «Циньского князя» (秦王).
В 434 году по неизвестной причине Хэлянь Чан попытался бежать на запад (к тому времени с государством Ся давно было покончено, а Хэлянь Дин был убит), был перехвачен на Хуанхэ и убит. После этого были казнены все его братья, ещё остававшиеся в живых.